# Planet Telex
"Planet Telex" és el primer senzill de l'àlbum The Bends, segon disc d'estudi de la banda britànica Radiohead. Fou publicat l'any 1995 com a doble cara-A junt amb "High and Dry" però amb molta menys repercussió. El títol original era "Planet Xerox" però el van canviar per evitar problemes legals amb la marca Xerox.
La banda va explicar que van gravar la cançó una nit quan tornaven a l'estudi després d'haver ingerit gran quantitat d'alcohol, de fet, Yorke va compondre la lletre mentre estava estirat i mig borratxo. És una de les cançons del grup més remesclades i el seu so més atmosfèric és un indici del futur so de Radiohead que es pot comprovar en els treballs OK Computer i Kid A.

## Llista de cançons
CD1
1. "High and Dry" – 4:17
2. "Planet Telex" – 4:18
3. "Maquiladora" – 3:27
4. "Planet Telex" (Hexidecimal Mix) – 6:44

CD2
1. "Planet Telex" – 4:18
2. "High and Dry" – 4:17
3. "Killer Cars" – 3:02
4. "Planet Telex" (L.F.O. JD Mix) – 4:40